# Adonis García
Adonis García Arrieta (né le 12 avril 1985 à Ciego de Ávila, Cuba) est un joueur de troisième but et de champ extérieur des Braves d'Atlanta de la Ligue majeure de baseball.

## Carrière
Adonis García joue en Serie Nacional cubaine de 2004 à la saison 2008-2009. Durant la saison 2008-2009 avec les Tigres de Ciego de Ávila, sa moyenne de puissance s'élève à, 613 avec 18 circuits en 81 matchs joués.
Il s'aligne avec l'équipe de Cuba qui remporte le Tournoi World Port 2009 et est le meilleur frappeur de la compétition avec 15 coups sûrs en 30 présences au bâton.
Il fait défection de Cuba en janvier 2011. Il évolue pour les Navegantes del Magallanes de la Ligue vénézuélienne de baseball professionnel, qu'il accompagne à la Série des Caraïbes 2012. Il y participera également deux ans plus tard avec le même club. Il attire entre-temps l'attention de certains clubs de la Ligue majeure de baseball mais n'est pas autorisé à signer de contrat avec l'un d'entre eux pour une période de 6 mois débutant en août 2011, puisque ses papiers de résidence aux États-Unis sont jugés falsifiés.
En mai 2012, García, 26 ans, signe un contrat de 400 000 dollars US avec les Yankees de New York de la Ligue majeure de baseball. Il joue ensuite en ligues mineures avec des clubs affiliés aux Yankees de 2012 à 2014, alternant entre le champ extérieur et l'champ intérieur.
Après trois années en ligues mineures sans percer l'effectif des Yankees, García est libéré par le club new-yorkais le 1er avril 2015 et signe un contrat trois jours plus tard avec les Braves d'Atlanta. Il est assigné aux Braves de Gwinnett, le club-école de niveau Triple-A du club majeur et, à l'âge de 30 ans, García fait ses débuts dans le baseball majeur avec Atlanta le 19 mai 2015 contre les Rays de Tampa Bay. À sa saison recrue en 2015 avec les Braves, García frappe 10 circuits et maintient une moyenne au bâton de ,277 en 58 parties jouées.